# МКС-27
МКС-27 — двадцать седьмой, долговременный экипаж Международной космической станции. Работа экипажа началась 16 марта 2011 года в 4:27 UTC после отстыковки корабля «Союз ТМА-01М» от станции и закончилась 23 мая в 21:35 UTC после отстыковки «Союза ТМА-20». Первоначально экипаж состоял из трёх человек, ранее работавших в составе экипажа МКС-26. 6 апреля 2011 года, 23:09 UTC произошло его пополнение до шести после стыковки со станцией корабля «Союз ТМА-21».

## Экипаж
| Должность   | 16 марта — 6 апреля 2011        | 6 апреля — 23 мая 2011               | № полёта | Корабль доставки |
| ----------- | ------------------------------- | ------------------------------------ | -------- | ---------------- |
| Командир    | Дмитрий Юрьевич Кондратьев, РКА | Дмитрий Юрьевич Кондратьев, РКА      | 1        | «Союз ТМА-20»    |
| Бортинженер | Катерина Коулман, НАСА          | Катерина Коулман, НАСА               | 3        | «Союз ТМА-20»    |
| Бортинженер | Паоло Несполи, ЕКА              | Паоло Несполи, ЕКА                   | 2        | «Союз ТМА-20»    |
| Бортинженер |                                 | Андрей Иванович Борисенко, РКА       | 1        | «Союз ТМА-21»    |
| Бортинженер |                                 | Александр Михайлович Самокутяев, РКА | 1        | «Союз ТМА-21»    |
| Бортинженер |                                 | Рон Гаран, НАСА                      | 2        | «Союз ТМА-21»    |

ИсточникНАСА

## Ход экспедиции
После двухмесячного пребывания в составе станции 28 марта 2011 года космический грузовик HTV-2 «Конотори» был с помощью манипулятора Канадарм2 отстыкован от надирного стыковочного узла модуля «Гармония».
6 апреля 2011 года к станции пристыковался корабль «Союз ТМА-21» доставивший ещё трёх членов экипажа: Андрея Борисенко, Александра Самокутяева и Рона Гарана.
12 апреля 2011 года экипаж МКС-27 записал видеообращение в честь 50-й годовщины первого полёта человека в космос.
Экипаж провёл обслуживание операций по загрузке и расстыковке корабля «Прогресс М-09М» от модуля «Пирс» 22 апреля, а через неделю встретил новый грузовик «Прогресс М-10М» (запуск 27 апреля, стыковка 29 апреля 2011 года) и осуществил его частичную разгрузку.
Космический челнок «Индевор» осуществляя предпоследний полёт по программе Спейс Шаттл, пристыковался к станции 18 мая 2011 года, доставив на борт магнитный альфа-спектрометр AMS-02 и транспортно-складские палеты ELC-3. После их установки было завершено строительство американского сегмента МКС. Челнок оставался пристыкованным к станции, когда экипаж МКС-27 передал управление станцией экипажу МКС-28. 23 мая члены МКС-27 покинули станцию на космическом корабле «Союз ТМА-20»; сразу после отстыковки с «Союза» впервые была проведена фотосъёмка МКС с пристыкованным к ней шаттлом.

## Галерея

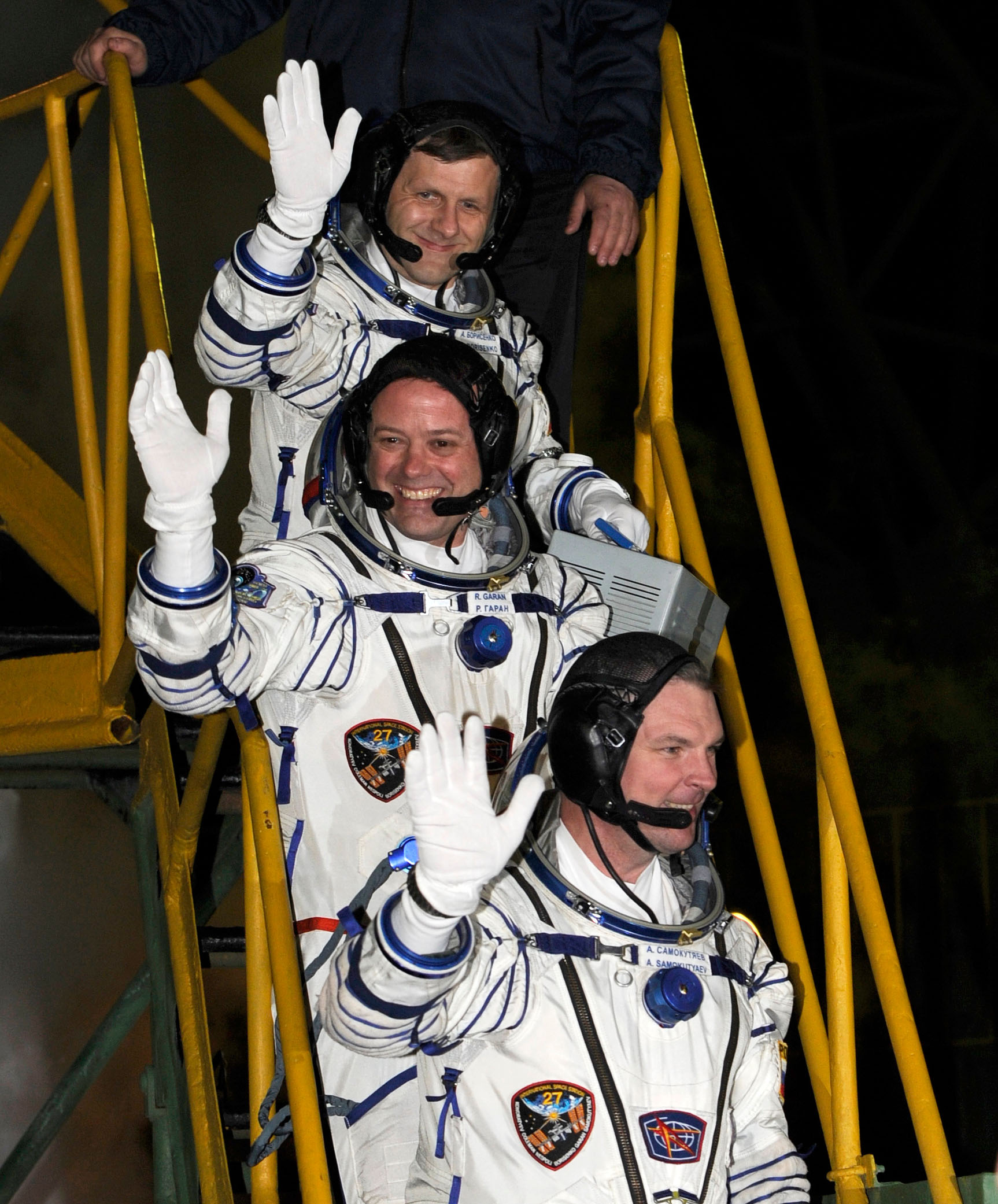
Борисенко, Гаран и Самокутяев перед стартом
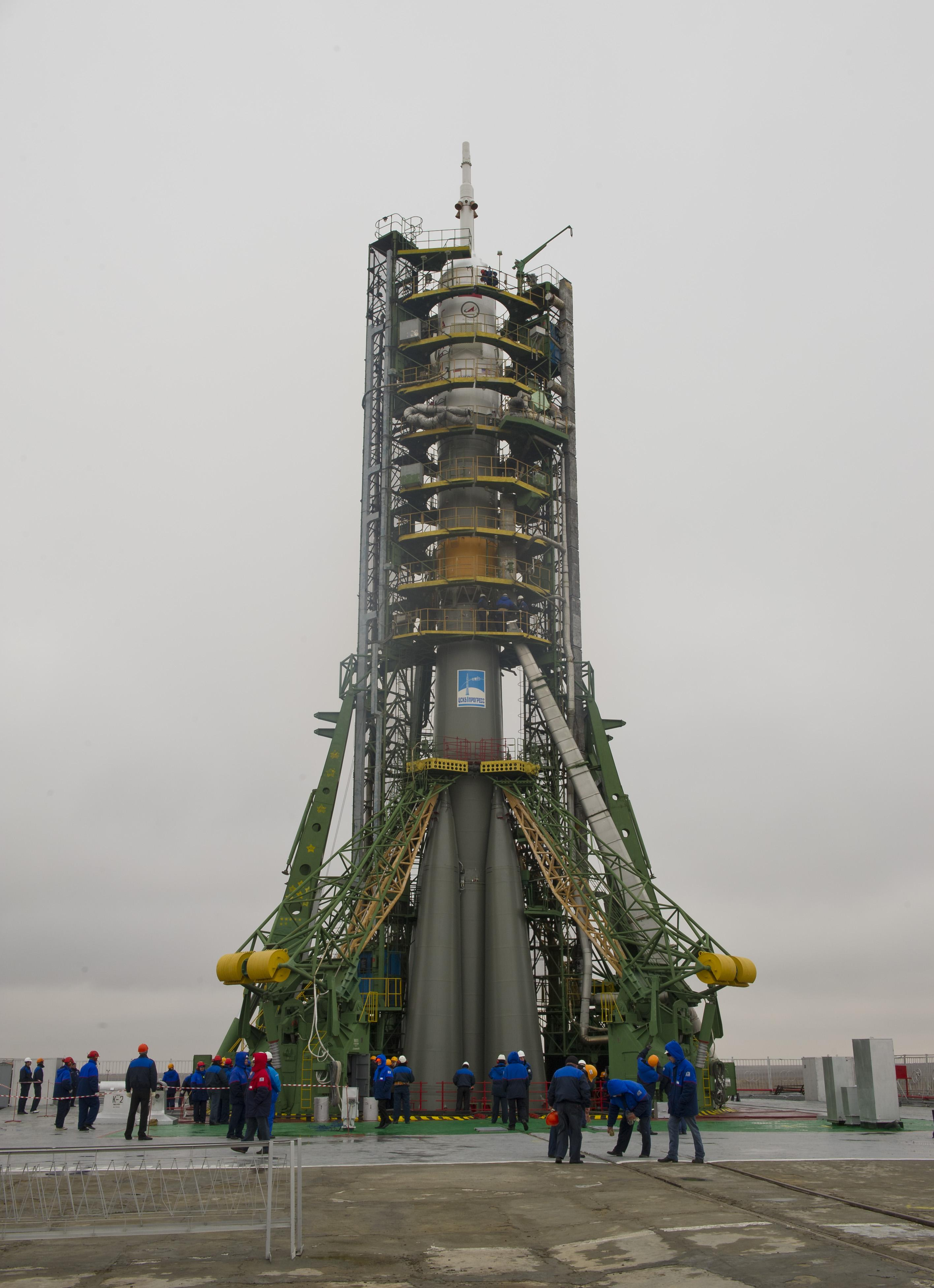
«Союз ТМА-21» на стартовой площадке
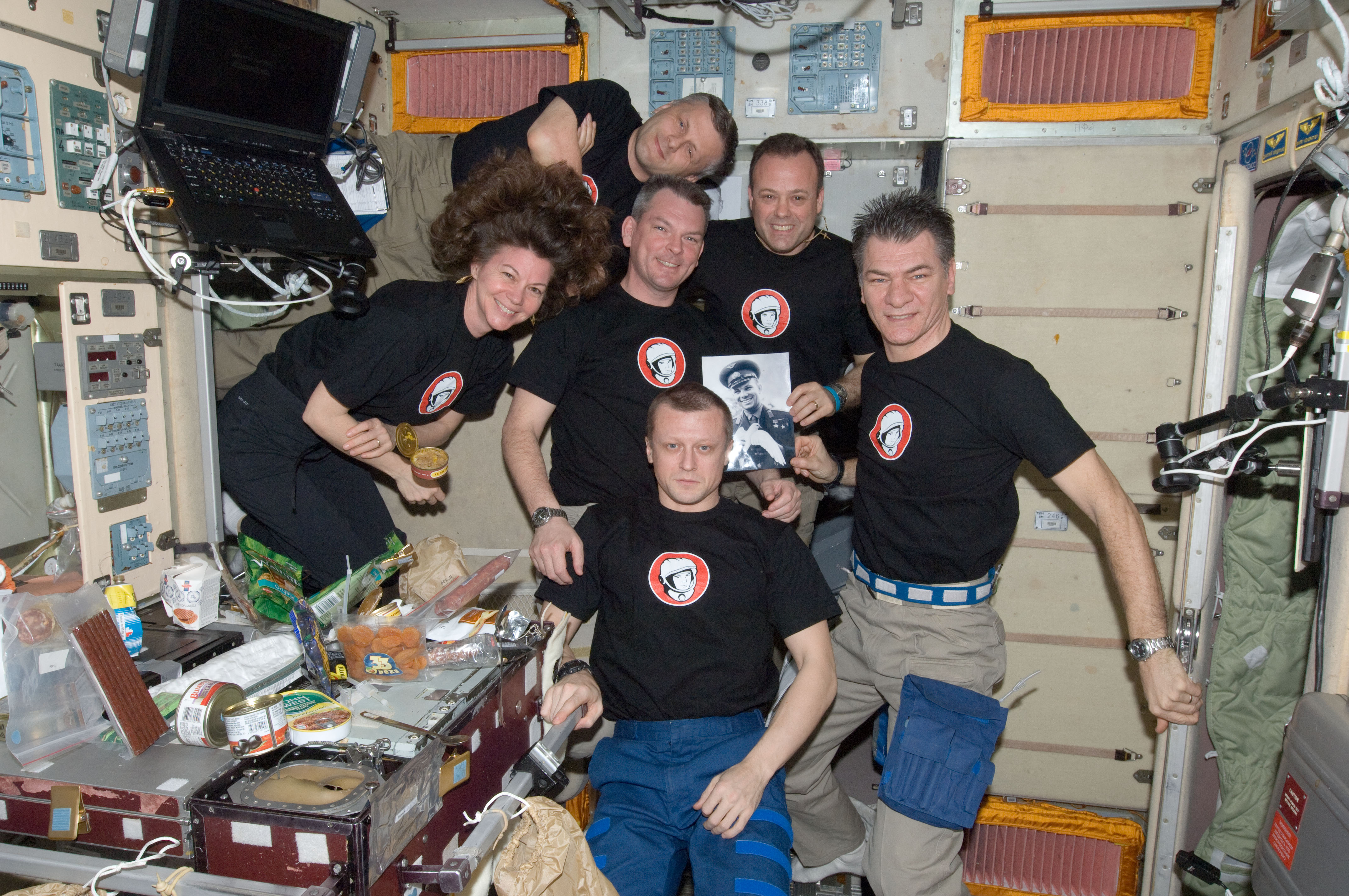
Групповой снимок экипажа МКС-27 в модуле «Звезда» с портретом Юрия Гагарина в честь 50-й годовщины первого полёта человека в космос.
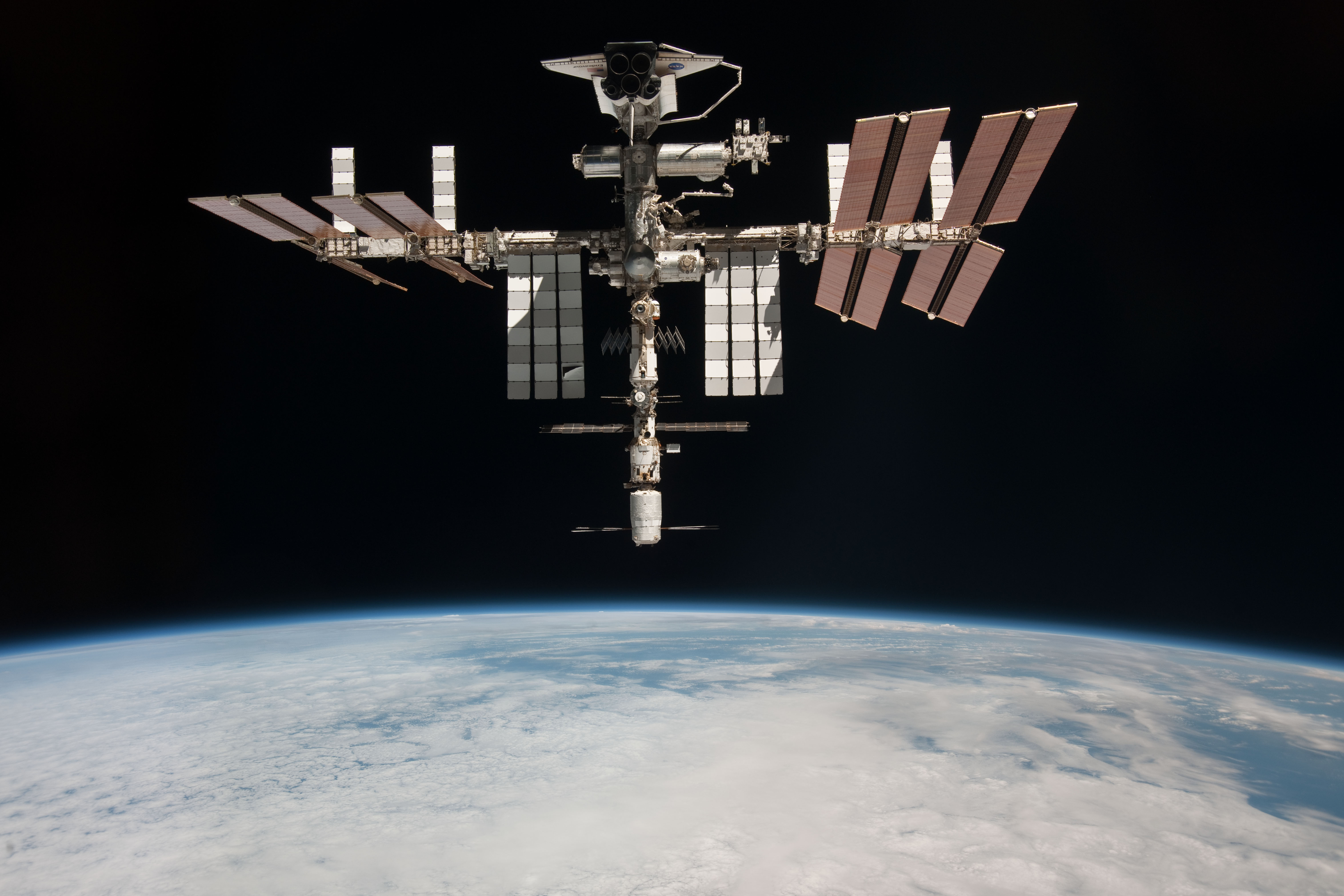
Снимок МКС и шаттла «Индевор» сделанный экипажем «Союза ТМА-20»